# Phaeoparia lineaalba
Phaeoparia lineaalba is een rechtvleugelig insect uit de familie Romaleidae. De wetenschappelijke naam is voor gepubliceerd in 1758 door Linnaeus in de tiende editie van Systema naturae.